# Kapfackelsläktet
Kapfackelsläktet (Phygelius) är ett växtsläkte i familjen flenörtsväxter med två arter i södra Afrika.